# Babenberger-Stammbaum

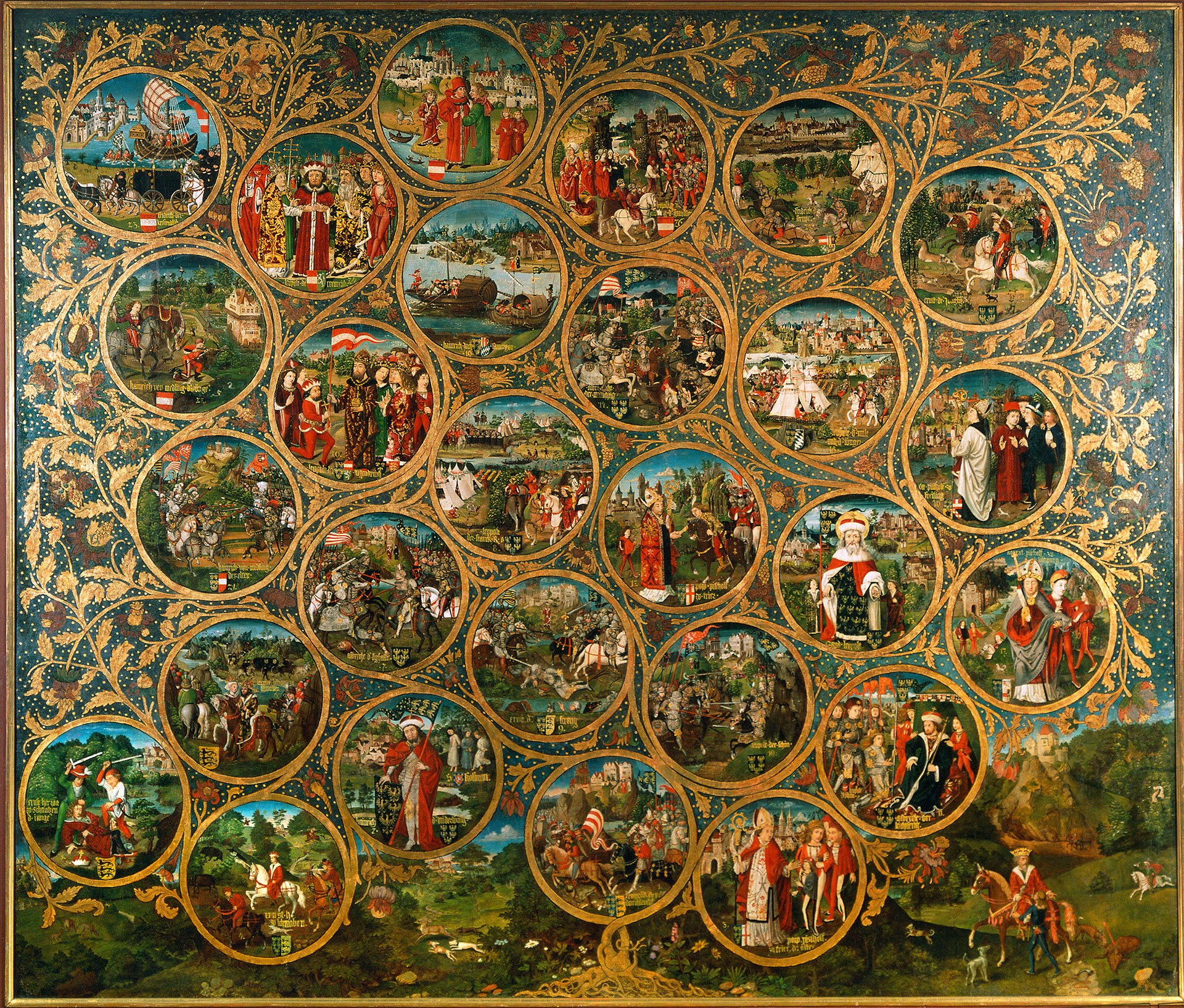
Mittelteil des Babenberger-Stammbaums, Stiftsmuseum Klosterneuburg

Der Babenberger-Stammbaum ist ein Tafelbild aus der Werkstatt des Malers Hans Part, das zwischen 1489 und 1492 entstand. Das monumentale (ca. acht Meter breite und vier Meter hohe) Triptychon wird im Museum des Stiftes Klosterneuburg aufbewahrt und stellt alle männlichen Vertreter des Hauses Babenberg sowie die entsprechenden Ehegattinnen und einige Töchter dar. Neben seiner beachtlichen Größe zählt es auch wegen der für mittelalterliche Stammbäume ungewöhnlichen Einbettung der dargestellten Personen in szenische Zusammenhänge sowie des hohen Anteils an Landschaftsmalerei zu den bemerkenswerten Werken spätmittelalterlicher Tafelmalerei in Österreich.

## Entstehungsgeschichte

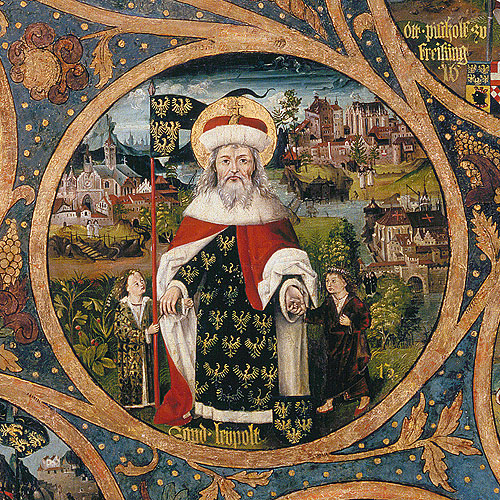
Leopold III. der Heilige, Detail des Babenberger-Stammbaums

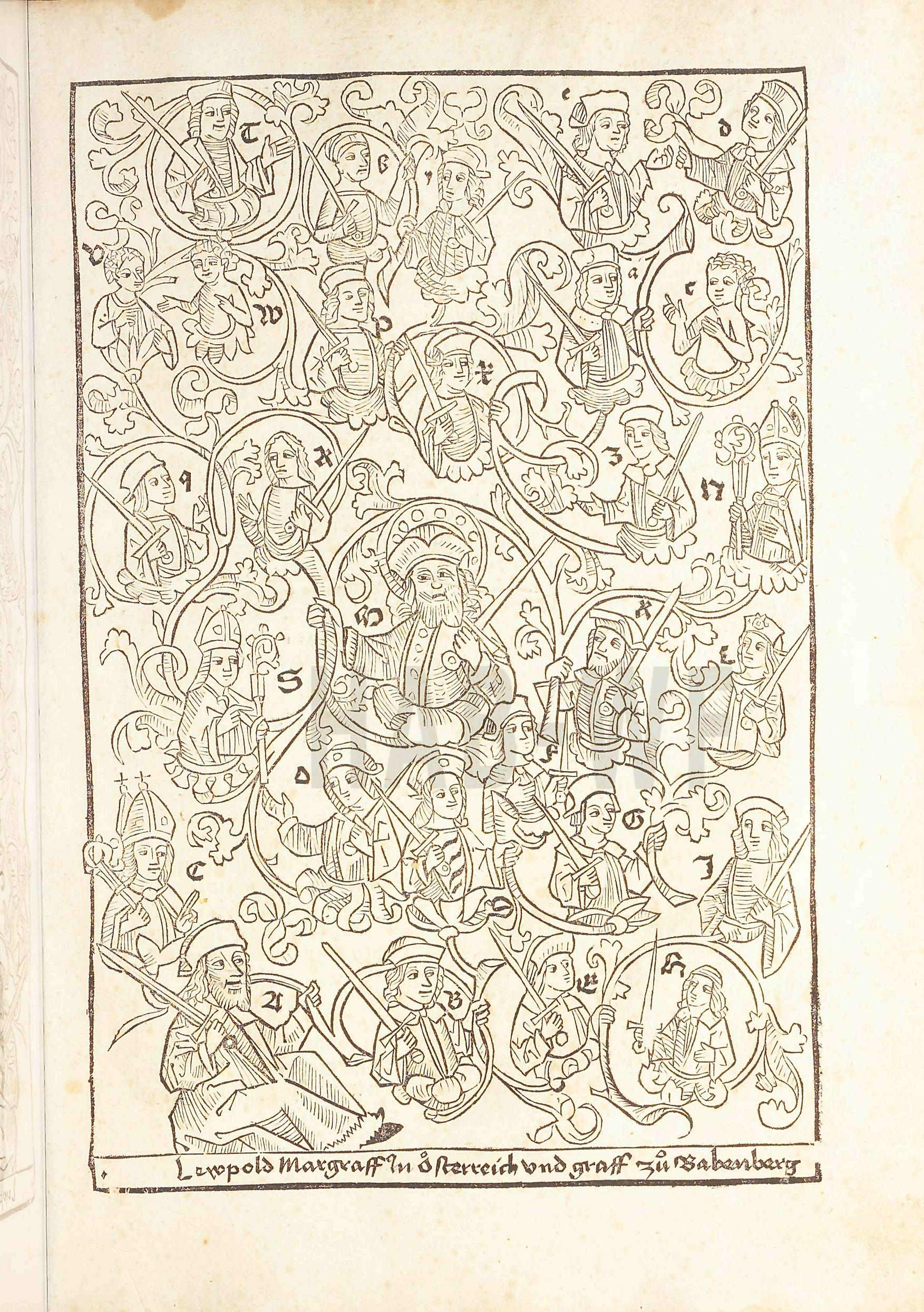
Vereinfachter Stammbaum der Babenberger in Sunthayms „Der löblichen Fürsten und des Landes Österreich Altherkommen und Regierung“, Gedruckt in Basel 1491.

Den Anlass für die Entstehung des Tafelwerkes bildete die Heiligsprechung des Babenbergers Leopold III. († 1136), welche am 6. Jänner 1485 stattfand. Dies bildete den Abschluss eines langwierigen Prozesses, der schon 1358 eingeleitet worden war und zu einer Anhäufung von Quellenmaterial über Leben und Verehrung des „milden“ Markgrafen von Österreich geführt hatte. Obwohl der Kult um Leopold III. schon kurz nach seinem Tod eingesetzt hatte, gewann dieser erwartungsgemäß nach der Heiligsprechung zunehmend an Bedeutung und Popularität, wodurch sich Pilgerströme zum Grab des Heiligen im Kapitelsaal des Stiftes Klosterneuburg stark intensivierten. Um nun all diesen Pilgern den neuen Heiligen, sein Leben und seine Herkunft näher zu bringen, beschloss der Propst des Stiftes, Jakob Paperl (1485–1509), eine Familiengeschichte der Babenberger in Auftrag zu geben, welche zusätzlich in einem monumentalen Tafelwerk anschaulich präsentiert werden sollte. Letzteres sollte den meist analphabetischen Pilgern das bereits 1246 ausgestorbene Geschlecht, aus dem der neue Heilige stammte, möglichst lebendig und einprägsam vor Augen führen.
Den Anfang bildete 1485 die Beauftragung von Ladislaus Sunthaym mit der Erarbeitung eines entsprechenden Manuskriptes zur Geschichte der Babenberger, welches eine für das Mittelalter überraschend kritische Auseinandersetzung mit zahlreichen Archiven und Quellen aufweist und schließlich 1491 in Basel in Druck ging. Diese Forschungen bildeten die schriftliche Grundlage für das 1489–1492 entstandene dreiflügelige Tafelwerk. In den Archivalien des Stiftes wird Hans Part als Maler genannt, wobei anzunehmen ist, dass dieser eine Werkstatt leitete, in welcher mehrere namentlich unbekannte Künstler beteiligt waren, da das Werk einige stilistische Ungereimtheiten aufweist.
Aufgestellt wurde das Triptychon ursprünglich im Kreuzgang des Stiftes Klosterneuburg, ganz in der Nähe der Grablege des Hl. Leopold. Dabei bildete es wahrscheinlich keinen Altar, sondern dürfte schlicht über dem Fußboden aufgestellt worden sein – was sich negativ auf den Erhaltungszustand ausgewirkt hat, da die unteren Partien durch Feuchtigkeit in Mitleidenschaft gezogen wurden. Dementsprechend häufig mussten in späterer Folge Restaurierungen vorgenommen werden, wodurch sich das originale Erscheinungsbild nur erahnen lässt. Der ursprünglich auf Holz gemalte Stammbaum wurde 1843 auf Leinwand übertragen und anschließend an verschiedensten Orten des Stiftes Klosterneuburg aufgestellt (u. a. in der Stiftsbibliothek und Schatzkammer). Besonders prägend für das heutige Aussehen war eine Restaurierung von Josef Schönbrunner von 1861, als der untere Bereich großzügig übermalt wurde. Eine tiefgreifende, nach modernen Maßstäben durchgeführte Restaurierung erfolgte erst 1951–1965. Dabei wurde festgestellt, dass sich vom ursprünglichen spätgotischen Bestand besonders in den unteren Partien des Stammbaums kaum Originalsubstanz erhalten hat, weshalb die Ergänzungen Schönbrunners dort belassen wurden.

## Bildinhalt der Mitteltafel

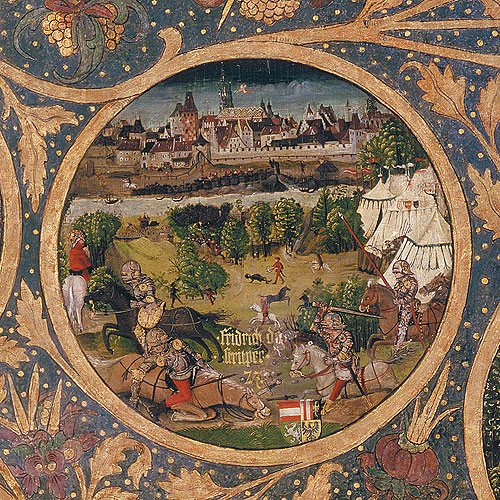
Friedrich II. der Streitbare fällt in der Schlacht an der Leitha. Im Hintergrund eine der ältesten Stadtansichten Wiens. Detail des Babenberger-Stammbaums

Auf der Mitteltafel des Triptychons sind alle 27 männlichen Vertreter des Hauses Babenberg in runden Medaillons dargestellt. Die Aufzählung beginnt im unteren Bereich mittig mit Leopold I. dem Durchlauchtigen und endet mit Friedrich II. dem Streitbaren im oberen rechten Eck. Bemerkenswert ist, dass die männlichen Vertreter hier nicht – wie sonst bei mittelalterlichen Stammbäumen üblich – schlicht im Halbfigurenbild mit ihren Wappen gezeigt werden, sondern eingebettet in eine wichtige Szene ihres Lebens. Gezeigt werden Jagden, Schiffsreisen und Leichenzüge aber auch folgenreiche Schlachten, Belagerungen und Morde.
Die große Rolle, die der Landschaftsdarstellung zukommt, stellt eine weitere Neuerung gegenüber traditioneller mittelalterlicher Tafelmalerei dar – in einigen Medaillons scheint sie gar die Hauptrolle zu spielen. Vor allem aber machen die Stadtansichten den großen Reiz dieses Kunstwerkes aus, da man darin ein Produkt einer spannenden Übergangszeit zwischen Mittelalter und früher Neuzeit erkennen kann: Ohne Bedenken werden topografisch genaue Ansichten mit frei variierten oder gänzlich erfundenen Stadtansichten vermischt. Während beispielsweise die im Medaillon von Friedrich II. zu findende Stadtansicht von Wien als zuverlässig gelten darf, wurde die Ansicht von Klosterneuburg im Medaillon von Leopold dem Kind nur äußerst schemenhaft und die Ansicht einer Hafenstadt im Medaillon von Friedrich I. dem Christlichen gänzlich frei erfunden.
Im Einzelnen stellen die 27 Medaillons folgende Babenberger und Szenen dar:
1. Leopold I. der Durchlauchtige: Im Vordergrund im Kampf gegen die Ungarn. Im Hintergrund vor Stift Melk bei der Einführung der ersten Chorherren.
2. Heinrich I. der Widerspenstige: Im Hintergrund links Stockerau und rechts das Martyrium des Hl. Koloman.
3. Erzbischof Poppo von Trier: Im Hintergrund Trier.
4. Ernst der Ältere von Schwaben: Bei der Jagd.
5. Ernst der Jüngere von Schwaben: Ermordung von Ernst und des Grafen Werner von Thurgau. Im Hintergrund Burg Falkenstein im Schwarzwald.
6. Hermann IV. von Schwaben: Leichenzug über die Alpen begleitet von Kaiser Konrad II. und Kaiserin Gisela.
7. Adalbert der Siegreiche: Kampf gegen die Ungarn. Im Hintergrund Stift Melk mit Übergabe der Kreuzreliquie.
8. Leopold der Starke: Im Heerlager gegen die Ungarn.
9. Ernst der Strenge: Schlacht an der Unstrut. Im Hintergrund vor Stift Melk mit Mauritiuslanze und Ulrichsbecher.
10. Leopold II. der Schöne: Schlacht bei Mailberg. Im Hintergrund vor Stift Melk bei Einführung der Benediktiner sowie Burg Gars am Kamp.
11. Albrecht der Leichtfertige: Erfundene Persönlichkeit. Belehnung seines älteren Bruders mit der Mark Österreich. Im Hintergrund Burg Pernegg.
12. Erzbischof Poppo von Trier: Erfundene Persönlichkeit. Sendung des Kuenringers Azzo nach Österreich. Im Hintergrund Trier.
13. Leopold III. der Heilige: Mit zwei früh verstorbenen Söhnen. Im Hintergrund die Klöster Klosterneuburg, Heiligenkreuz und Klein-Mariazell.
14. Adalbert der Andächtige: Schlacht gegen den Ungarn Usurpator Borics.
15. Leopold IV. der Milde: Belagerung von Regensburg.
16. Otto, Bischof von Freising: Im Hintergrund Freising.
17. Konrad, Erzbischof von Salzburg: Im Hintergrund Salzburg.
18. Ernst der Jüngling: Bei der Jagd.
19. Heinrich II. Jasomirgott: Seefahrt ins Heilige Land. Im Hintergrund die Wiener Schottenkirche.
20. Leopold V. der Tugendreiche: Erhalt der rot-weiß-roten Fahne durch Kaiser Heinrich VI.
21. Heinrich der Ältere von Mödling: Kämpfe in Mähren. Im Hintergrund die Burg Mödling.
22. Heinrich der Jüngere von Mödling: Bei der Jagd. Rechts älteste Darstellung von Schloss Laxenburg.
23. Friedrich I. der Christliche: Fahrt ins Heilige Land. Im Vordergrund Rückführung des Leichnams des Herzogs.
24. Leopold VI. der Ehrenreiche: Friedensschluss von San Germano. Im Hintergrund Stift Lilienfeld und Wiener Neustadt.
25. Leopold das Kind: Entläuft seinen Lehrern. Im Hintergrund Klosterneuburg.
26. Heinrich der Grausame: Eroberung von Hainburg an der Donau. Links: Flucht seiner Mutter Theodora.
27. Friedrich II. der Streitbare: Schlacht an der Leitha. Im Hintergrund Wien.

In der rechten unteren Bildecke ist die Mitteltafel zudem durch die Legende der Belehnung des ersten Babenbergers (Leopold I.) mit der Mark Österreich bereichert. Gemäß einer Variante der Legende zeigt die Darstellung König Heinrich I., dessen Bogen während einer Jagd zerbrochen sein soll. Daraufhin soll Leopold I. dem König seinen eigenen Bogen gegeben haben, wodurch dieser den zu erbeutenden Hirsch erlegen konnte und aus Dank Leopold I. mit Österreich belehnte. Andere Versionen der Legende berichten, dass der Bogen des Königs in jenem Moment zerbrach, als ein tobender Eber auf ihn zu lief. Erst im allerletzten Moment konnte der Kaiser mit dem von Leopold I. übergebenen Bogen den Eber erlegen und somit sein Leben retten.

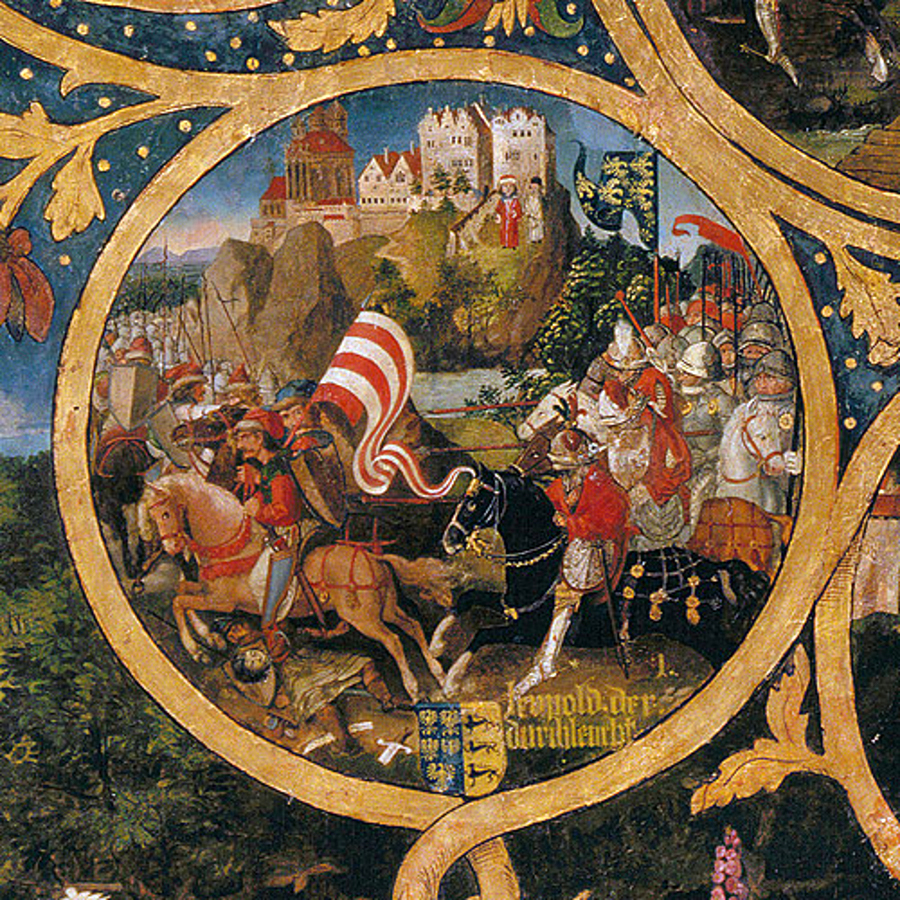
Leopold I. der Durchlauchtige
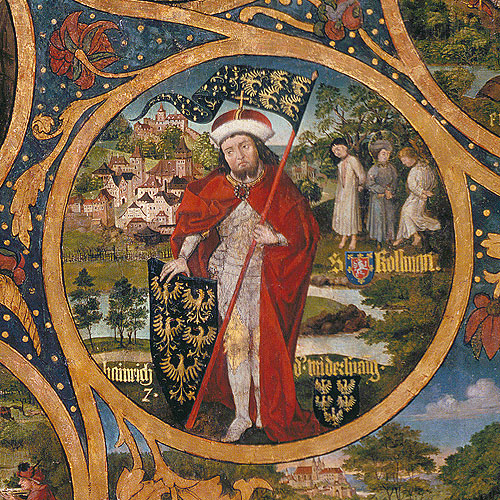
Heinrich I. der Widerspenstige
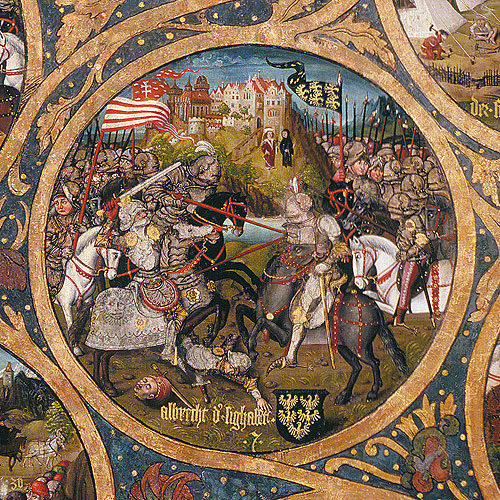
Adalbert der Siegreiche
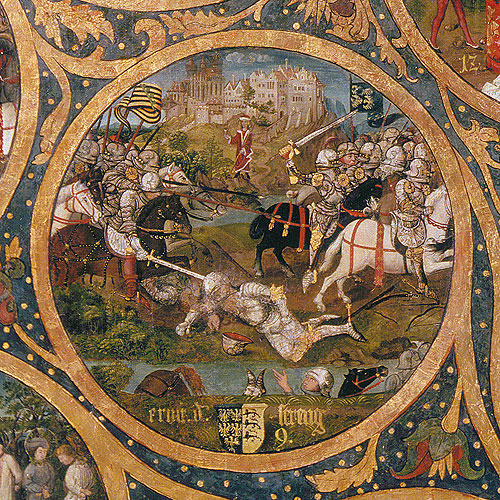
Ernst II. der Strenge
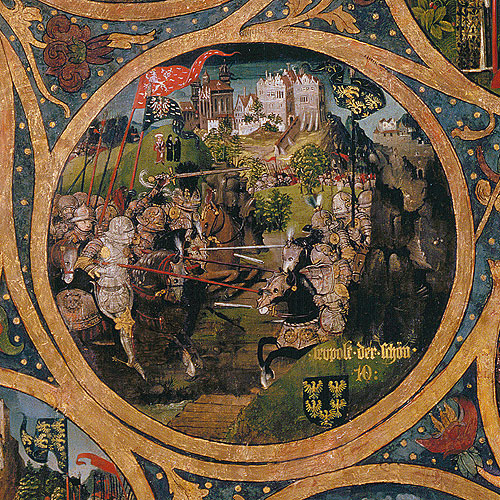
Leopold II. der Schöne
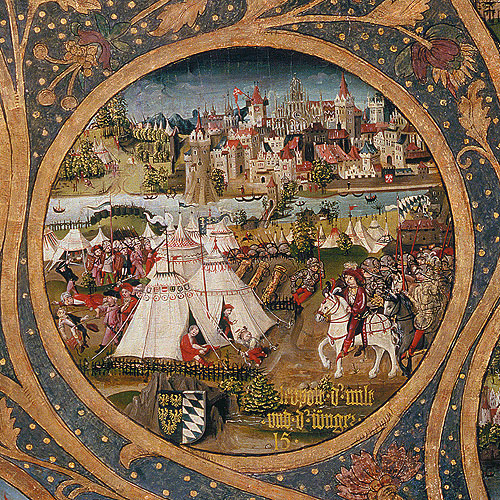
Leopold IV. der Milde
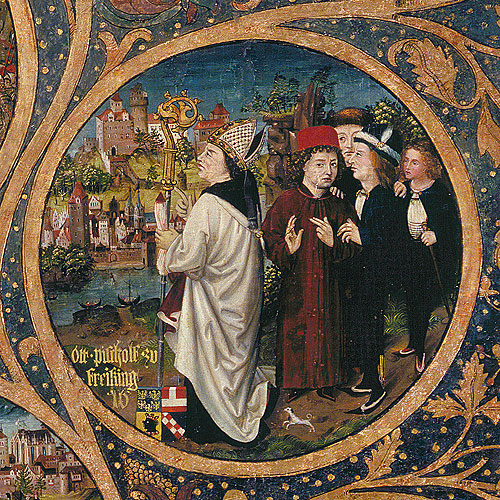
Bischof Otto von Freising
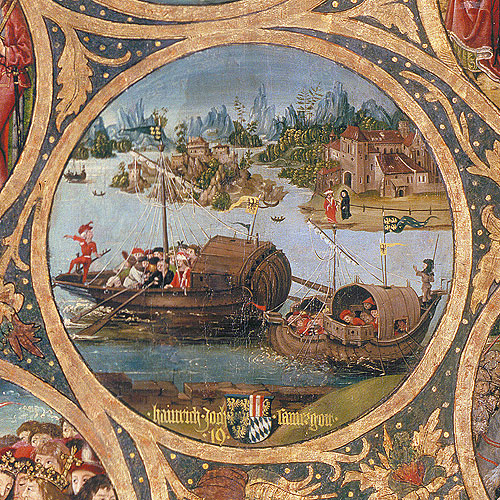
Heinrich II. Jasomirgott
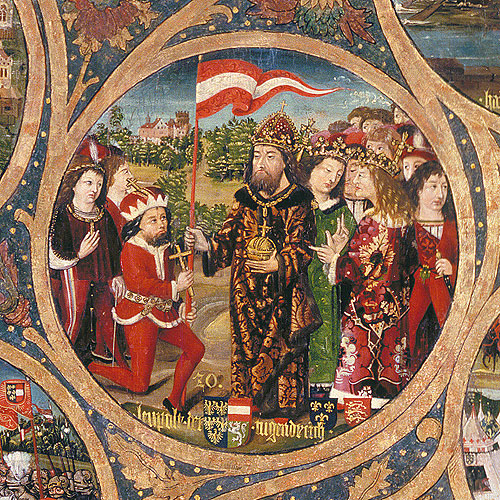
Leopold V. der Tugendreiche
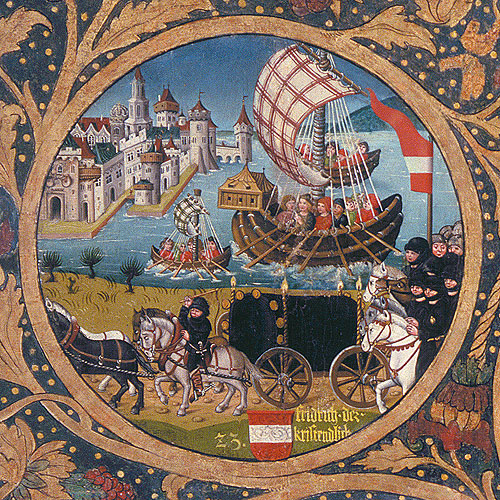
Friedrich I. der Christliche
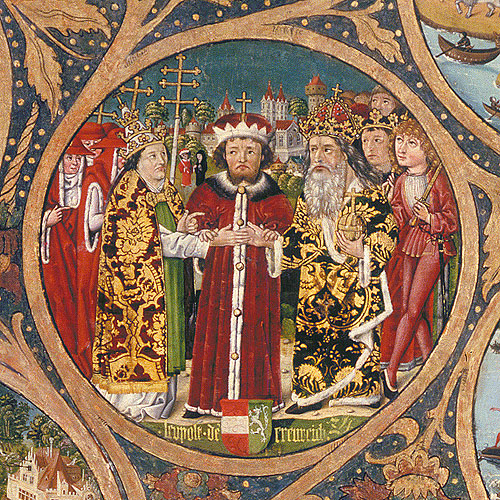
Leopold VI. der Ehrenreiche

## Bildinhalt der Seitenflügel

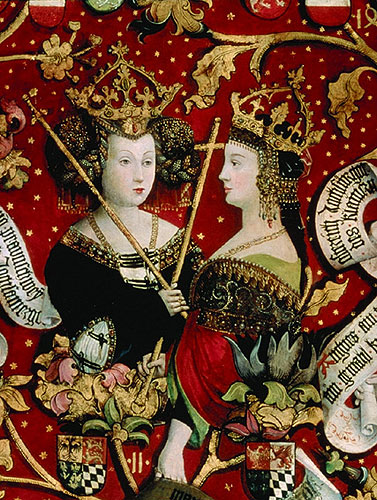
Gertraud, Tochter Kaiser Lothars, und Theodora Komnena, Nichte des byzantinischen Kaisers Manuel Komnenos. Beides Gattinnen von Heinrich II. Jasomirgott. Detail des Babenberger-Stammbaums.

Die beiden Seitenflügel zeigen insgesamt 46 Ehegattinnen und Töchter der Babenberger, wobei die Darstellungsart von Halbfiguren, die mit entsprechenden Wappen aus Blütenranken empor wachsen, der geläufigeren Tradition von mittelalterlichen Stammbäumen folgt. Insgesamt fehlt in den Seitenflügeln aber die geordnete Systematik der Mitteltafel. Darüber hinaus wird angenommen, dass an der Ausführung der Seitenflügel andere Künstler beteiligt waren als an der Mitteltafel. Da die Gesichter der Frauen im 19. Jahrhundert besonders stark überarbeitet wurden und sich das ursprüngliche Aussehen daher nur mehr grob erahnen lässt, können jedoch keine verlässlichen stilistischen Zuschreibungen durchgeführt werden. Die Seitenflügel sind auch kostümgeschichtlich interessant, da die Babenbergerinnen in Kleidern des späten 15. Jahrhunderts gezeigt werden.
Die vielfältige Abstammung der dargestellten Damen verdeutlicht, wie weit sich das Geschlecht der Babenberger verzweigte und wie sich der Adel im Hochmittelalter durch seine Heiratspolitik manifestierte. Verwandtschaftliche Verbindungen ergaben sich für die Babenberger dadurch nicht nur mit anderen Herzogshäusern, sondern auch mit den Königreichen von Ungarn und Böhmen, sowie dem deutschen und sogar byzantinischen Kaiserhaus (beispielsweise Herzogin Theodora, Gattin von Heinrich II. Jasomirgott, oder Theodora Angela, Gemahlin Leopolds VI.). Im rechten Flügel ist Agnes von Waiblingen prunkvoll hervorgehoben – die Gattin Leopolds III., für dessen Verehrung der Stammbaum ausgeführt worden war. Durch eine fantasievoll gestaltete, prächtige Krone ist sie deutlich als Tochter eines deutschen Kaisers und durch ein Kirchenmodell der Stiftskirche von Klosterneuburg als Mitbegründerin des Stiftes Klosterneuburg ausgezeichnet. Im linken Flügel ist hingegen Gertrud von Babenberg interessant, die nach dem Tod des letzten männlichen Babenbergers, Friedrich II. dem Streitbaren, erbberechtigt war und aus politischem Kalkül entsprechend häufig verheiratet wurde.